# Plumularia gaimardi
Plumularia gaimardi is een hydroïdpoliep uit de familie Plumulariidae. De poliep komt uit het geslacht Plumularia. Plumularia gaimardi werd in 1824 voor het eerst wetenschappelijk beschreven door Lamouroux. 